# Слепой бандит
«Слепой бандит» (англ. The Blind Bandit) — шестой эпизод второго сезона американского мультсериала «Аватар: Легенда об Аанге».

## Сюжет
В городе Царства Земли Аангу дают листовку о школе магии земли мастера Ю. Он решает попробовать, но потом понимает, что это не тот учитель. Команда слышит разговор двух парней про турнир могучих магов земли, и Катара, догнав их в переулке, отбирает билеты. Они приходят на соревнования. Глыба сражается против Гиппо, затем против чемпиона из страны Огня, а после побеждает всех остальных соперников, пока не сталкивается с чемпионом мира Слепым бандитом. Это маленькая слепая девочка. Аанг вспоминает, что видел именно её на болоте. При помощи своих чувств она выжидает и слушает, а затем наносит удар. Слепой бандит побеждает Глыбу, отстаивая своё звание, и тогда Ксин Фу, ведущий турнира, предлагает мешок с золотыми самородками тому, кто победит девочку. На ринг выходит Аанг и использует магию воздуха. Слепой бандит теряется, когда Аватар виснет в воздухе. Всё же заметив его, она атакует, но Аанг уклоняется и сдувает её с ринга. Аватар просит Слепого бандита об учёбе магии земли, но девочка уходит.
На следующий день команда ищет её и возвращается в академию мастера Ю. Они узнаёт от тех же ребят, что личность Слепого бандита неизвестна. Однако Аанг вспоминает, что в видениях девочка была в белом платье на крылатом кабане. Парни говорят, что это символ семьи Бейфонг, одних из богатейших людей мира. Глыба рассказывает Ксин Фу, что Аанг не применял магию земли, но Слепой бандит все равно вылетел с ринга, и они подозревают, что это был договорняк. Команда Аватара приходит к дому Бейфонгов, и говорят с девочкой. Они объясняют, что Аанг должен овладеть магией земли, чтобы победить Хозяина Огня, но она отказывает учить Аватара и зовёт стражу. Тогда Аанг решает заявиться в качестве гостя к родителям Тоф. За ужином он пытается сказать, что Тоф — великий маг земли, но она применяет магию, чтобы он не успевал рассказать об этом её родителям, так как скрывает это от них. Ночью она приходит к Аватару и мирится с ним. Они вдвоём прогуливаются в саду, где она объясняет, что магия земли помогает ей «видеть» окружающую её обстановку, и на них нападает Ксин Фу с бандой.
Похитители оставили записку с требованием выкупа за Тоф. Родители приносят золото на ринг, и Ксин Фу с Глыбой отпускают девочку, но оставляют Аватара, желая сдать его нации Огня для получения ещё большего вознаграждения. Они гонят Катару и Сокку с ринга, угрожая численным преимуществом, и брат с сестрой просят Тоф о помощи. Отец говорит, что маленькая слепая девочка им не поможет, но она идёт на ринг. Она раскидывает всех противников, а Сокка и Катара освобождают Аанга. Затем Тоф побеждает Ксин Фу. Дома она признаётся родителям, и тогда отец решает усилить контроль над дочерью. Бейфонги выпроваживают команду Аватара, и они собираются улететь на Аппе. Однако их догоняет Тоф, сбежавшая из дома. Она подбрасывает Аанга на дерево и просит вернуть её пояс чемпиона. Тем временем Лао, отец Тоф, который думает, что «похищение» дочери — дело рук Аватара, нанимает мастера Ю и Ксин Фу, чтобы они вернули домой его дочь.

## Отзывы

Динамика оценок IGN к эпизодам 2 сезона мультсериала

Тори Айрленд Мелл из IGN поставил серии оценку 10 из 10 и написал, что это был один из «величайших эпизодов „Аватара“ в истории!». Рецензент посчитал, что «все персонажи турнира были прописаны потрясающе, каждый из них был уникальным и правдоподобным бойцом». Он отметил, что «конечно, самой интересной из них была Тоф, слепая покорительница земли, которой тоже [как Аангу] было 12 лет». Критик продолжил, что «на её „слепое зрение“, когда она слушала землю, было просто здорово смотреть».
Хайден Чайлдс из The A.V. Club написал, что «„Слепой бандит“ действительно выделяется своими боевыми сценами». Он отметил, что в эпизоде был «борец в одежде народа Огня, пытающийся спеть свой национальный гимн с сильным русским акцентом», и подумал, что «отсылки на больших злых русских пошли по пути кассет и фильмов „Рэмбо“». Критик «не мог объяснить своим детям, почему это было так смешно», ведь они «не знают ни Сильвестра Сталлоне, ни Владимира Путина».
Screen Rant и CBR поставили серию на 4 место в топе лучших эпизодов 2 сезона мультсериала по версии IMDb.
Ю Чжэ Мюнг получил премию «Энни» в категории «Лучшая анимация персонажа в телепроекте» за этот эпизод.